# Дрейер, Андерс
Андерс Лауструп Дрейер (дат. Anders Laustrup Dreyer; род. 2 мая 1998, Брамминг, Рибе) — датский футболист, полузащитник клуба «Сан-Диего» и сборной Дании.

## Клубная карьера
Воспитанник клубов «Брамминг» и «Эсбьерг». 2 апреля 2017 года в матче против «Раннерс» он дебютировал в датской Суперлиге в составе последнего. 22 апреля в поединке против «Хорсенс» Андерс забил свой первый гол за «Эсбьерг». По итогам сезона клуб вылетел в Первый дивизион, но Дрейер остался в команде и через год, став лучшим бомбардиром, помог ей вернуться в элиту. Летом 2018 года перешёл в английский «Брайтон энд Хоув Альбион», где для получения игровой практики начал выступать за дублирующий состав.
В начале 2019 года был отдан в аренду в шотландский «Сент-Миррен». 27 января в матче против «Хиберниана» он дебютировал в шотландской Премьер-лиге. 6 апреля в поединке против «Гамильтон Академикал» Андерс забил свой единственный гол за «Сент-Миррен».
В августе 2019 года перешёл на правах аренды в нидерландский «Херенвен». 31 августа в матче против ситтардской «Фортуны» дебютировал в Эредивизи. 8 декабря в поединке против «Валвейка» Андерс забил свой первый гол за «Херенвен». В начале 2020 года Дрейер вернулся на родину, подписав 4-летний контракт с клубом «Мидтьюлланн». 17 февраля в матче против «Люнгбю» он дебютировал за новую команду. В том же поединке Андерс забил свой первый за «Мидтьюлланн». В том же году он стал чемпионом Дании. В матчах Лиги чемпионов против швейцарского «Янг Бойз», пражской «Спарты» и амстердамского «Аякса» Дрейер забил три мяча.
В августе 2021 года перешёл в казанский «Рубин», подписав пятилетнее соглашение. 13 сентября 2021 года в матче против «Уралом» дебютировал в РПЛ. В этом же поединке сделал хет-трик, забив свои первые голы за «Рубин». В марте 2022 года после приостановки контракта вернулся в «Мидтьюлланн».
13 января 2023 года Дрейер был приобретен бельгийским клубом «Андерлехт» за 4,25 миллиона евро.

## Карьера в сборной
В 2019 году в составе молодёжной сборной Дании Дрейер принял участие в молодёжном чемпионате Европы в Италии. На турнире он сыграл в матче против команды Сербии.
В 2021 году Дрейер в составе молодёжной сборной Дании принял участие в молодёжном чемпионате Европы в Венгрии и Словении. На турнире он сыграл в матчах против Франции, Исландии, Германии и России. В поединках против французов и россиян Андерс забил по голу.
12 ноября 2021 года в отборочном матче чемпионата мира 2022 против сборной Фарерских островов Дрейер дебютировал за сборную Дании.

## Статистика

### Матчи Дрейера за сборную Дании
| Матчи Дрейера за сборную Дании | Матчи Дрейера за сборную Дании | Матчи Дрейера за сборную Дании | Матчи Дрейера за сборную Дании | Матчи Дрейера за сборную Дании | Матчи Дрейера за сборную Дании |
| ------------------------------ | ------------------------------ | ------------------------------ | ------------------------------ | ------------------------------ | ------------------------------ |
| №                              | Дата                           | Соперник                       | Счёт                           | Голы Дрейера                   | Соревнование                   |
| 1                              | 12 ноября 2021                 | Фарерские острова              | 3:1                            | —                              | Чемпионат мира 2022 (отбор)    |
| 2                              | 15 ноября 2021                 | Шотландия                      | 0:2                            | —                              | Чемпионат мира 2022 (отбор)    |
| 3                              | 26 марта 2024                  | Фарерские острова              | 2:0                            | —                              | Товарищеский матч              |

Итого: 3 матча / 0 голов; 2 победы, 0 ничьих, 1 поражение.

## Достижения
Клубные
«Мидтьюлланн»
- Победитель датской Суперлиги — 2019/20
- Победитель Кубка Дании — 2021/22

Индивидуальные
- Лучший бомбардир Первого дивизиона Дании (18 мячей) — 2017/18